# Mata dos Tabuleiros
A  Mata Atlântica de Tabuleiros (também conhecida como Floresta de Tabuleiros)  é uma fitofisionomia que ocorre ao longo da costa leste do Brasil, estendendo-se desde o Rio de Janeiro  até o Ceará, com algumas fontes sugerindo sua presença até o Amapá. O termo "Tabuleiros" refere-se à topografia, composta por planícies sedimentares que abrigam florestas com características fisionômicas específicas que tem origem na Formação Barreiras.

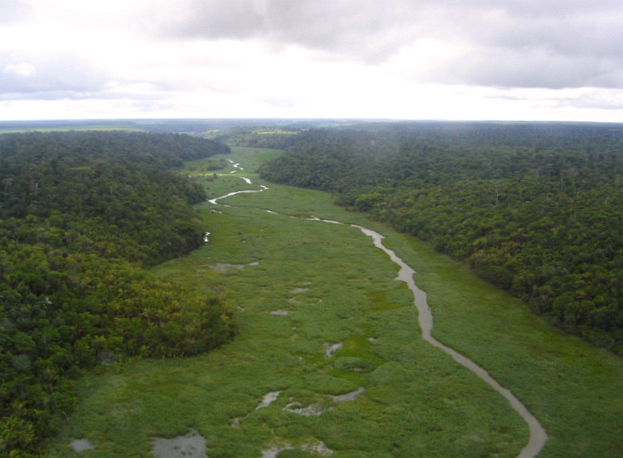
Vista aérea de parte da Floresta Nacional do Rio Preto, Conceição da Barra, ES, com tabuleiros parcialmente visíveis nas laterais.

As altitudes variam entre 20 e 200 metros, predominando solos do tipo Argissolo Amarelo Distrófico, que são bem drenados e porosos. O clima é estacional, classificado como Aw (clima tropical com inverno seco), com temperaturas anuais variando entre 23 °C e 30 °C. Os meses de maio a agosto são os mais secos, com temperaturas mais amenas, enquanto de outubro a fevereiro ocorre a estação chuvosa, com temperaturas mais elevadas.
Nas Florestas de Tabuleiros é possível identificar três formações vegetais distintas: as Florestas Altas, que são as mais comuns, com estrato arbóreo e arbustivo abundante, formando copa fechada; as Muçunungas, caracterizadas como regiões abaciadas com solo arenoso e úmido, que podem se inundar durante os períodos chuvosos e apresentam vegetação espaçada, com predomínio de herbáceas e arbustos; e os Campos Nativos, caracterizados pela predominância de herbáceas e encontrados em meio a floresta alta.
O Instituto Brasileiro de Geografia e Estatística (IBGE) classifica essa fitofisionomia como  Floresta Ombrófila Densa ou Floresta Ombrófila Densa de Terras Baixas. No entanto, alguns autores sugerem o uso do termo mais flexíveis "Floresta Estacional Semidecidual a Perenifólia" para descrever a variação na composição florística e nas características fisionômicas dessa formação vegetal.

## Formação Barreiras

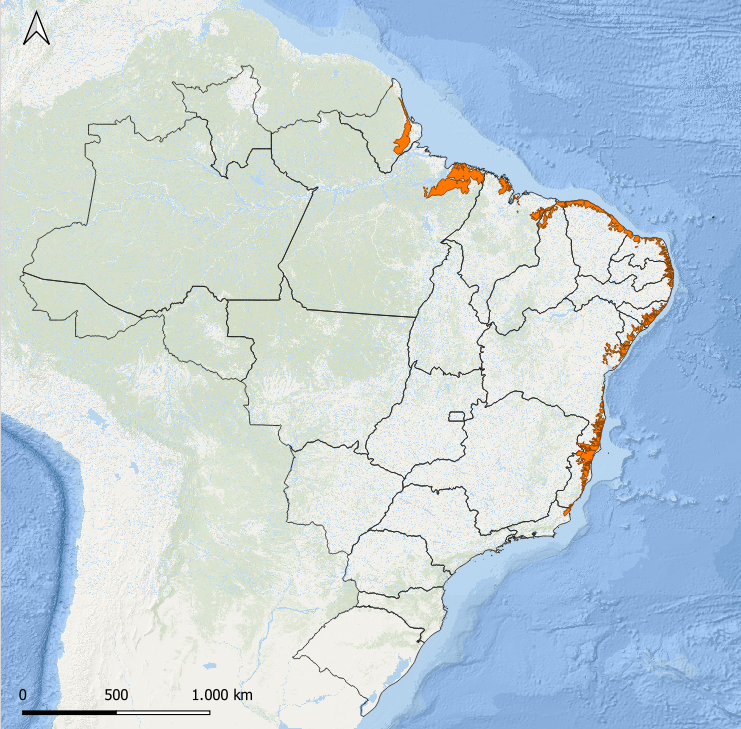
Distribuição do Grupo Barreiras pela costa brasileira, onde ocorrem as Florestas de Tabuleiros

Formação Barreiras (ou Grupo Barreiras) é uma extensa planície costeira formada por depósitos sedimentares do Plioceno, uma época da Era Cenozóica que ocorreu entre 5 e 2 milhões de anos atrás. O Plioceno foi a última época do período Terciário, que atualmente é conhecido como Neógeno. A Formação Barreiras se estende por grande parte do litoral brasileiro, desde o litoral norte do estado do Rio de Janeiro até o estado do Amapá, apresentando uma variação altitudinal entre 20 e 200 metros.

## Distribuição espacial pela Costa Brasileira:
Estudos florísticos sitam a ocorrência de Florestas de Tabuleiros desde o norte do estado do Rio de Janeiro até o Ceará, com destaque para a região norte do Espírito Santo e o sul da Bahia. No estado do Rio de Janeiro, um remanescente significativo dessa floresta pode ser encontrado na região norte, conhecido como Mata do Carvão, localizada no município de São Francisco do Itabapoana, próximo a Campos dos Goytacazes e a cerca de 10 km do litoral. Essa área é marcada por uma forte sazonalidade, com um período seco que vai de maio a setembro.
No Espírito Santo, essa fitofisionomia abrange grande parte do território, formando o maior bloco de vegetação do estado. Esse bloco é composto pela Reserva Biológica de Sooretama, a Reserva Natural da Vale, e pelas Reservas Particulares do Patrimônio Natural (RPPN) Recanto das Antas e Muçum Preto. Essa região, juntamente com o sul da Bahia, é conhecida como Hiléia Baiana (ou Hiléia Baiano-Capixaba) devido ao registro de espécies derivadas da Amazônia e também é considerada um dos centros de endemismo da flora no Brasil, abrigando dezenas de espécies endêmicas devido à sua singularidade.

## Principais Ameaças à Floresta de Tabuleiro
A ocupação do litoral brasileiro, especialmente nas últimas décadas, tem causado um impacto significativo nas Florestas de Tabuleiro, um dos ecossistemas mais ricos em biodiversidade do país. Essas florestas desempenham um papel crucial na manutenção da estabilidade ambiental, fornecendo habitat para diversas espécies endêmicas e contribuindo para a proteção do solo e da qualidade da água.
O processo de urbanização, impulsionado pelo turismo e pela expansão imobiliária, tem levado à degradação desses habitats. A construção de empreendimentos turísticos, estradas e infraestrutura urbana fragmenta as áreas florestais, comprometendo a fauna e a flora locais e aumentando a vulnerabilidade dos ecossistemas. Além disso, a exploração desenfreada dos recursos naturais, como a extração de madeira e a conversão de áreas florestais em terrenos agrícolas, agrava ainda mais essa situação.
É imperativo que a beleza cênica e os atributos ambientais dessas regiões sejam valorizados e preservados. Para isso, é fundamental que os órgãos ambientais e os tomadores de decisão adotem políticas eficazes de conservação. Isso inclui a criação de unidades de conservação, a promoção de práticas de uso sustentável dos recursos naturais e a conscientização da população sobre a importância de preservar esses ecossistemas.